# Pardosa glacialis
Pardosa glacialis es una especie de araña araneomorfa del género Pardosa, familia Lycosidae. Fue descrita científicamente por Thorell en 1872.
Habita en los Estados Unidos (Alaska), Canadá, Groenlandia y Rusia (Extremo Noreste).

## Descripción
La araña lobo del Ártico puede vivir al menos dos años, crece hasta 4 centímetros (1,6 pulgadas) y es carnívora. Un estudio de 10 años sobre la araña lobo del Ártico reflejó que el grosor del exoesqueleto promedió 0,104 pulgadas (2,65 milímetros), un aumento del 2 por ciento sobre los 0,102 pulgadas (2,6 milímetros) que se encontraron en los primeros años del estudio, esto es potencialmente debido a veranos más largos. Las hembras adultas más grandes probablemente aumentarán las poblaciones de arañas, porque las hembras más grandes producen más crías. Esta especie es caníbal y, a medida que los adultos crecen aún más, devorarán más crías como presas, lo que mantendrá a la población bajo control.
La investigación sugiere que cuando se derrite la nieve, la araña lobo Pardosa glacialis produce la primera nidada antes y la segunda generalmente ocurre más tarde en el verano. Las crías en la primera nidada dependen del tamaño de la araña lobo hembra. Pero el tamaño de la segunda nidada no depende del tamaño del cuerpo de la araña.